# 関原弥里

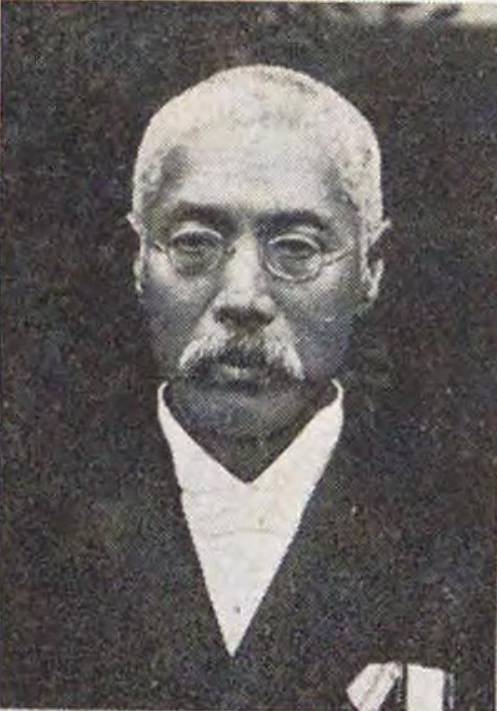
関原弥里

関原 弥里（せきはら わたり、1853年4月13日（嘉永6年3月6日） - 1932年（昭和7年）2月23日）は、明治から大正時代の政治家。教員。衆議院議員（1期）。

## 経歴
関原広喜の長男として出羽国飽海郡中山村（旧松嶺）に生まれる。1875年（明治8年）宮城県師範学校を卒業し、酒田県および鶴岡県の伝習学校にて一等訓導として勤務する。その後、朝暘学校勤務を経て、1877年（明治10年）鶴岡変則学校（現山形県立鶴岡南高等学校）が開校すると同教員となる。翌年、山形県師範学校に転じ、1882年（明治15年）より東京師範学校に学んだ。1884年（明治17年）山形県師範学校兼山形中学校（現山形県立山形東高等学校）三等教諭となったのち、翌年、山形県学務課に奉職した。
同学務課長を経て、1898年（明治31年）東田川郡長となり15余年在任する。在任中は、水田の開墾、水力発電所の建設などに功績を挙げ名郡長と称された。1914年（大正3年）には最上郡長に転じた。1917年（大正6年）4月の第13回衆議院議員総選挙では山形県郡部から出馬し当選。衆議院議員を1期務めた。晩年は各種事業に失敗し仙台で没した。